# 3. ročník předávání cen Amerického filmového institutu
3. ročník předávání cen Amerického filmového institutu ocenil[kdy?] nejlepších deset filmů a deset filmových programů.[zdroj?]

## Nejlepší filmy
- Jak na věc
- O Schmidtovi
- Adaptace
- Příběh Antwona Fishera
- Chicago
- Frida
- Gangy New Yorku
- Hodiny
- Pán prstenů: Dvě věže
- Tichý Američan

## Nejlepší televizní programy
- Svatý boj
- Vzkvétající město
- Od dveří ke dveřím
- Raymonda má každý rád
- Stahující se mračna
- Gilmorova děvčata
- Simpsonovi
- Odpočívej v pokoji
- Rodina Sopránů
- Západní křídlo